# 淳于導
| 姓名       | 淳于導           |
| 出身地     | -                |
| 職官       | 将（曹仁の部将） |
| 主君       | 曹操             |
| 家族・一族 | -                |

淳于 導（じゅんう どう）は、中国の通俗歴史小説『三国志演義』に登場する架空の人物。
魏の曹仁の部将として登場。長坂の戦いで手勢を率いて劉備を追撃し、途中で立ちはだかった劉備の家臣・糜竺を生け捕り、本陣へ連行しようとした時に現れた趙雲に討ち取られる。